# 海軍航海学校
海軍航海学校（かいぐんこうかいがっこう、英語: Navigation School）は、大日本帝国海軍における艦船の運用に必要な航海術・操艦術・光学通信術・天文観測術・気象観測術の修得者を養成する教育機関のことである。海軍砲術学校または海軍水雷学校修了者を対象に、普通科・高等科・特修科・専攻科を設置した。特に観測術教育は1944年（昭和19年）7月に茨城県稲敷郡阿見村（現・阿見町。2027年より市制施行し阿見市）に増設した分校で実施し、1945年（昭和20年）3月に海軍気象学校として独立した。

## 概要
艦船を運用して活動する海軍にとって、各種航海術は海軍軍人が必ず身につけていなければならない基礎技術であると認識されていた。航海術が進歩すればするほど、海軍軍人全体の技量も底上げされるものであって、一握りのエキスパートが飛びぬけて優れた技能を有することは不利益と考えられていた。そのため、航海術の高等教育は推進されず、新たな航海術は海軍軍人全体に還元された。士官を養成する海軍兵学校では、実習船として筑波・浅間ら第一線から退いた機帆船を配置し、生徒の実習教材として活用した。この伝統を受けて、富士山・厳島・富士・春日を歴代の航海術練習艦に充てた。一方、兵・下士官に対しては、各鎮守府に設置した海兵団ごとに同様の実習船をあてがった。
しかし、航海術や光学信号術のみならず、遠洋航海に必要な天文観測術、安全航行に欠かせない気象観測術や潮流・潮汐の観測術、さらには敵地強行測量術などは専門の技術が必要であると認識されるようになり、海軍大学校航海科設立を経て、ようやく1934年（昭和9年）に海軍航海学校が設立されることになった。学校は、神奈川県横須賀市の砲術学校射撃場跡地に建設された。
他の術科学校と違い、普通科・高等科を持たず、高等科学生に相当する中堅士官・ベテラン下士官のみを受け入れた。普通科を増設したのは、日中戦争のために増員が必要になって速成教育を始めた1940年（昭和15年）になってからである。
無線通信は海軍通信学校が独占し、航海学校では発光・手旗・旗流・発煙・信号弾などの光学信号と警笛・霧笛・ラッパなど発音信号を担当した。

戦後、跡地は進駐軍に接収され、在日米海軍横須賀ベースの一部となった。海軍気象学校の跡地は、阿見町に払い下げられて町営阿見団地、曙住宅となった。

## 沿革
- 1934年（昭和9年）4月2日　海軍砲術学校射撃場跡に海軍航海学校開校。練習特務艦富士を使用。
- 1944年（昭和19年）3月 - 伏見宮博恭王臨席の下で聯合卒業式が行われる（海軍航海学校、海軍対潜学校、横須賀海軍砲術学校、館山海軍砲術学校、海軍水雷学校、横須賀海軍通信学校、海軍工機学校、海軍工作学校および横須賀海軍航空隊の合同）[1]。
- 1944年（昭和19年）7月1日　阿見に分校設立。
- 1945年（昭和20年）3月1日　分校を海軍気象学校として分離独立。
- 1945年（昭和20年）6月20日　気象学校を閉校。
- 1945年（昭和20年）7月15日　航海学校を閉校、繰上げ修了者は特攻戦隊へ配属。

## 歴代航海学校長
- 大田垣富三郎 少将：1934年4月1日 -
- 小池四郎 少将：1935年11月15日 -
- 茂泉慎一 少将：1937年12月1日 -
- 田結穣 少将：1940年11月15日 -
- 阿部嘉輔 少将：1942年4月10日 -
- 三川軍一 中将：1943年4月20日 -
- 浜田浄 少将：1943年9月15日 -
- 木村進 少将：1944年12月19日 - 1945年5月1日

## 伝統の継承
本校を起源とする航海術・操艦術の指導・躾けは、旧日本海軍から海上自衛隊にかけての艦橋勤務の実務に継承されている。初級幹部に対する艦橋勤務の基礎をまとめた文書は、旧来の実務規範や姿勢を体系的に保持し、若手幹部への伝承を意図して公開されている。これらの文書は旧来の航法的見地に基づく船位把握・報告・指示の手順を保存するものであり、艦橋における実務能力の一貫として位置付けられている。